# Eria lancilabris
Eria lancilabris är en orkidéart som beskrevs av Rudolf Schlechter. Eria lancilabris ingår i släktet Eria och familjen orkidéer. Inga underarter finns listade i Catalogue of Life.